# Suurupi
Suurupi is een plaats in de Estlandse gemeente Harku, provincie Harjumaa. De plaats heeft de status van dorp (Estisch: küla).
De plaats ligt op een schiereiland, dat ook Suurupi heet.

## Bevolking
Het dorp had 1009 inwoners op 31 december 2011 en 1222 inwoners op 31 december 2021.